# Paulina Bałdyga
Paulina Bałdyga (ur. 24 lipca 1996 w Ostrołęce) – polska siatkarka grająca na pozycji rozgrywającej, młodzieżowa reprezentantka kraju. Zdobywczyni złotego medalu na Mistrzostwach Europy kadetek w 2013.

## Życiorys
Jest córką Dariusza i Ewy z Kaczorów małżonków Bałdygów. Jej matka jest nauczycielką wychowania fizycznego. Ojciec trenował w młodości siatkówkę. Zanim Paulina Bałdyga zajęła się siatkówką, trenowała pływanie.
Ukończyła szkołę podstawową nr 1 i Gimnazjum nr 1 im. J. Kusocińskiego w Ostrołęce. Następnie przeniosła się do III klasy gimnazjum w Szkole Mistrzostwa Sportowego Polskiego Związku Piłki Siatkowej w Sosnowcu. Uczyła się w niepublicznym liceum w tejże szkole, a potem uczęszczała do XI LO Mistrzostw Polski w Bydgoszczy, tam zdała także maturę. Studiuje wychowanie fizyczne w Wyższej Szkole Gospodarki w Bydgoszczy.

## Kariera sportowa
Karierę rozpoczęła w Akademii Siatkówki im. A. Gołasia w Ostrołęce. Potem ćwiczyła w Ostrołęckim Towarzystwie Piłki Siatkowej NIKE. W czasie nauki w Sosnowcu występowała w barwach SMS PZPS Sosnowiec (2012) i UMKS MOS Wola Warszawa (2012−2014). W sezonie 2014/2015 przeszła do KS Pałac Bydgoszcz, gdzie grała do sezonu 2016/2017. W sezonie 2017/2018 grała w barwach Polski Cukier Muszynianka Muszyna, w sezonie 2019/2020 w Grocie Budowlani Łódź, w 2020/2021 w zespole Grupa Azoty Chemik Police, wreszcie od sezonu 2021/2022 w klubie Polskie Przetwory Pałac Bydgoszcz (gdzie powróciła po 4 latach przerwy). W klubie z Bydgoszczy była ponownie do końca sezonu 2023/2024.

## Sukcesy klubowe
Mistrzostwa Polski Juniorek:
- 2014, 2015

Puchar Polski:
- 2021

Mistrzostwo Polski:
- 2021

## Sukcesy reprezentacyjne
Mistrzostwa Europy Wschodniej EEVZA Kadetek:
- 2012

Mistrzostwa Europy Wschodniej EEVZA Juniorek:
- 2013

Mistrzostwa Europy Kadetek:
- 2013

## Nagrody indywidualne
- 2013: Najlepsza rozgrywająca zawodniczka Mistrzostw Polski Kadetek
- 2013: Najlepsza rozgrywająca Mistrzostw Europy Wschodniej EEVZA Kadetek
- 2015: Najlepsza rozgrywająca zawodniczka Mistrzostw Polski Juniorek[3]
- 2021: Nagroda okolicznościowa Starosty Ostrołęckiego[8]